# Джексон-авеню (линия Уайт-Плейнс-роуд, Ай-ар-ти)
|   |     |     |     |   |
| · | · л | · э | · л | · |

|   |     |     |     |   |
| · | · л | · э | · л | · |

«Джексон-авеню» (англ. Jackson Avenue) — станция Нью-Йоркского метрополитена, расположенная на линии Уайт-Плейнс-роуд, Ай-ар-ти.  На станции останавливаются маршруты 2 (круглосуточно) и 5 (круглосуточно, кроме часов пик в пиковом направлении и ночи). Станцию проходит без остановки маршрут 5 (в часы пик в пиковом направлении). Станция представлена двумя боковыми платформами, обслуживающими два пути.
Станция была открыта 26 ноября 1904 года, первоначально как часть IRT Third Avenue Line, до соединения с IRT Lenox Avenue Line.
14 декабря 2004 года Национальный реестр исторических мест США включил станцию в свой список как объект, имеющий историческую важность. В 2009 году станция была оформлена изображениями на тему «Латиноамериканские истории», автором которых был Джордж Креспо.

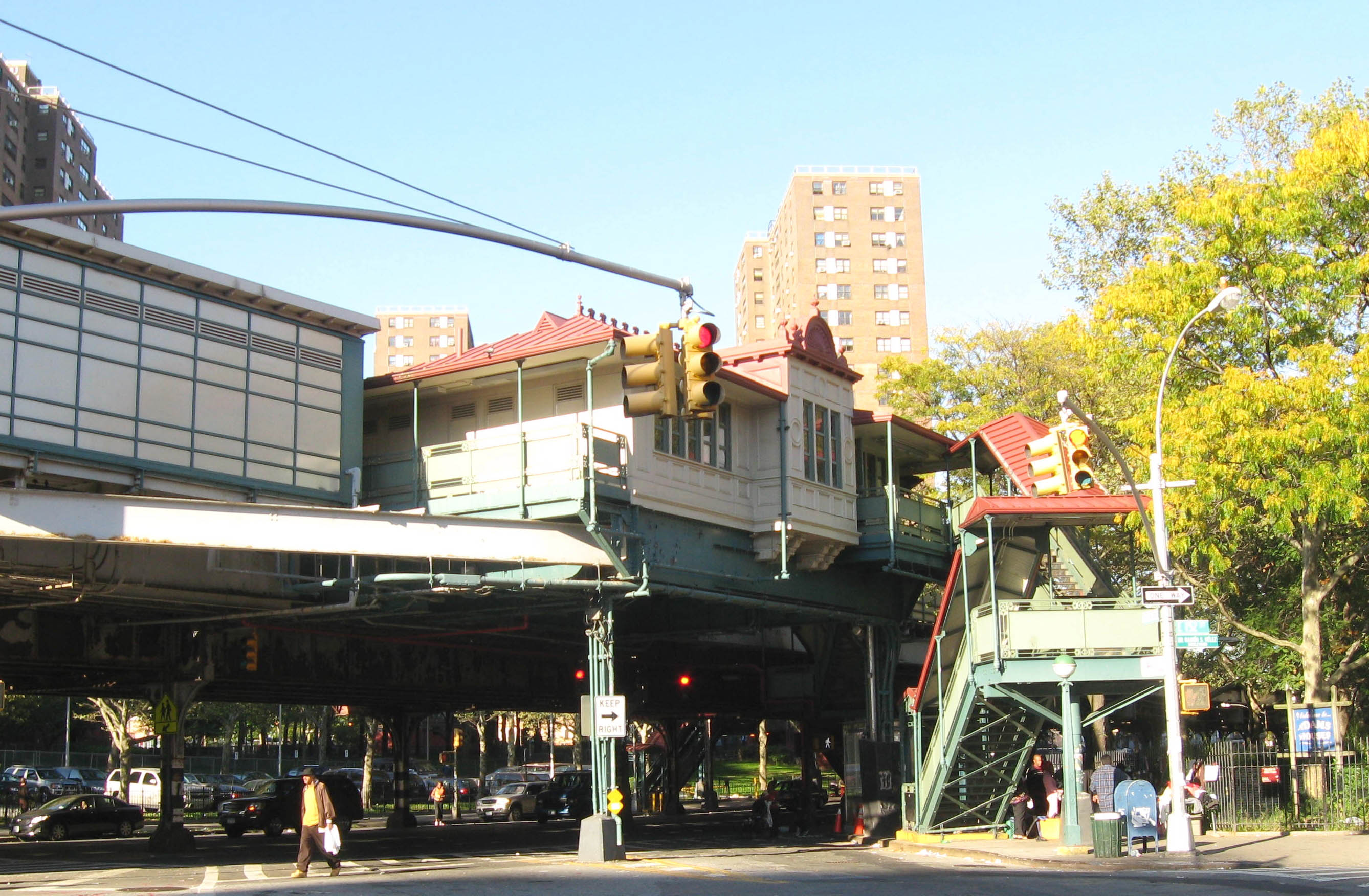